# Franco Levi

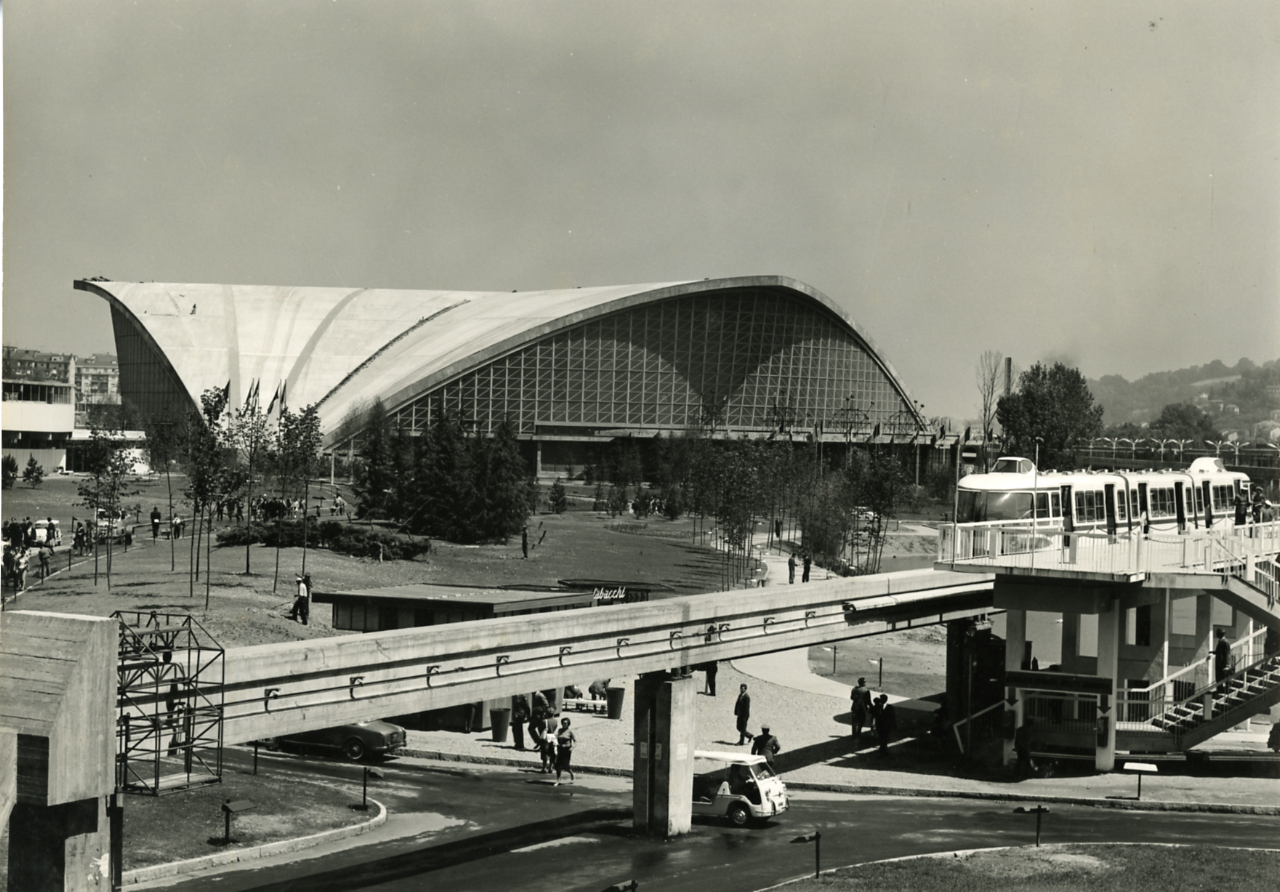
Sportstadion Torino Palavela in Turin 1961

Franco Levi (* 20. September 1914 in Turin; † 10. Januar 2009) war ein italienischer Bauingenieur. Er gilt als einer der Väter der Eurocodes im Bauwesen.

## Biografie
Levi studierte Bauingenieurwesen an der École Centrale in Paris und am Polytechnikum in Turin mit dem Abschluss 1937. Danach war er dort Assistent von Gustavo Colonetti. 1938 musste er ins Exil nach Frankreich und dann in die Schweiz, da er als Jude von den Faschisten verfolgt wurde. 1944 war er Dozent in Lausanne. 1945 war er wieder am Polytechnikum in Turin und setzte seine Forschung fort. 1949 wurde er Professor. In dieser Zeit war er Direktor des italienischen nationalen Forschungsrats CNR in Turin. Er war Professor am Polytechnikum in Turin, wo er Direktor des Instituts für konstruktiven Ingenieurbau (ab 1969) und Bodenmechanik war. Außerdem lehrte er von 1962 bis 1969 an der Universität Venedig. 1989 ging er in den Ruhestand. Er lehrte auch am Centre des Hautes Études de la Construction in Paris.
Er betrieb Grundlagenforschung, zum Beispiel über Spannbeton (ab 1938), Anwendung der Plastizitätstheorie und Kriechen von Beton und machte sich darin verdient, die Forschungsergebnisse auch für die Ingenieurpraxis aufzubereiten und anzuwenden. Für die Expo 1961 entwarf er den Torino Palavela in Turin, eine Sporthalle. Weitere Bauten waren große Trockendocks und die Umgestaltung des Turiner Stadtteils Lingotto mit Renzo Piano.
Nachdem das europäische Komitee für Beton (Comité Européen du Béton, CEB) 1953 gegründet wurde, war er dessen Präsident von 1957 bis 1968. Ziel war die Verwendung des auf plastischen Verformungen im Grenz-Tragzustand basierenden Traglastverfahrens und von probabilistischen Sicherheitskriterien (Teilsicherheitskonzept, Teilsicherheitsbeiwerte) für eine Harmonisierung der Normen für Stahlbeton. Unter seiner dynamischen Leitung kamen die ersten beiden Normempfehlungen des CEB heraus.
Von 1966 bis 1970 war er Präsident der FIP (Fédération Internationale de la Précontrainte), der internationalen Gesellschaft für Spannbeton. Als man 1979 die CEB Empfehlungen für die Basis von Eurocode 2 (für Betonkonstruktionen) machte, wurde Levi Vorsitzender des für die Herausgabe von Eurocode 2 zuständigen Komitees (was er 1979 bis 1990 war), das zur Veröffentlichung 1988 führte. Auch an EC 1, 3, 6 und 8 war er wesentlich beteiligt. Auch hier wurden das Traglastverfahren und die Teilsicherheitsbeiwerte Grundlagen der Normung.
1989 erhielt er die Emil-Mörsch-Denkmünze und er erhielt die Trasenster, Freyssinet, Caquot und Torroja-Medaillen. 1986 wurde er residierendes Vollmitglied (socio nazionale residente) der Akademie der Wissenschaften in Turin, der er seit 1974 als korrespondierendes Mitglied angehörte. Er war Ehrendoktor der Universität Lüttich, der University of Waterloo und der Universität Venedig. 1976 erhielt er die italienische Goldmedaille für Verdienste um Wissenschaft, Kultur und Kunst (Medaglia d'oro ai Benemeriti della Scuola, della Cultura e dell'Arte).
Ab 1962 war er im Direktorium der italienischen Gesellschaft für Spannbeton (Associazione Nazionale Cemento Armato Precompresso, ANICAP) und von 1984 bis 1987 stand er der italienischen Gesellschaft für Stahl- und Spannbeton vor (Associazione Italiana Calcestruzzo Armato e Precompresso, AICAP). 1999 wurde er Ehrenmitglied des AICAP.